# Spresiano
Spresiano é uma comuna italiana da região do Vêneto, província de Treviso, com cerca de 9.269 habitantes. Estende-se por uma área de 25 km², tendo uma densidade populacional de 371 hab/km². Faz fronteira com Silea, Carbonera, Casier, Ponzano Veneto, Preganziol, Quinto di Treviso, Paese.

## Demografia
| Variação demográfica do município entre 1861 e 2011                               |
|                                                                                   |
| Fonte: Istituto Nazionale di Statistica (ISTAT) - Elaboração gráfica da Wikipedia |